# Tipula zimini
Tipula zimini är en tvåvingeart. Tipula zimini ingår i släktet Tipula och familjen storharkrankar.

## Underarter
Arten delas in i följande underarter:
- T. z. opacithorax
- T. z. semiopaca
- T. z. zimini